# Позен, Леонид Владимирович
Леони́д Влади́мирович Позен (26 февраля [10 марта] 1849, Оболонь, Полтавская губерния, Российская империя — 8 января 1921, Петроград, РСФСР) — русский скульптор-передвижник и политический деятель (статский, затем тайный советник). Действительный член Императорской академии художеств (с 1894 года), сенатор Уголовного кассационного департамента Правительствующего Сената (с 1912 года).

## Биография
Леонид Позен родился в семье отставного гвардии штабс-капитана в селе Оболони Хорольского уезда (ныне Семёновский район Полтавской области), в родовом имении Позенов. Начальное образование будущий скульптор получил дома, затем, в пятнадцатилетнем возрасте, поступил в пятый класс Полтавской губернской гимназии. В 1867 году Леонид Позен поступил в Императорский Харьковский университет. Через год он перевёлся на юридический факультет Санкт-Петербургского университета.
Окончив университет в 1872 году со степенью кандидата прав, Л. Позен начал работать помощником присяжного поверенного. В 1876 году, оставив адвокатуру, Л. В. Позен перешёл на службу в Министерство юстиции. Почти сразу же его направили в Полтаву кандидатом на должность товарища прокурора в Полтавском окружном суде.
В 1891 году Л. В. Позен переехал в Санкт-Петербург, получив назначение по службе в прокуратуру Петербургского окружного суда.
В общей сложности в судах Леонид Владимирович Позен проработал свыше 40 лет, начиная с должности следователя второго участка Полтавского уезда. Достиг чина тайного советника. С 20 января 1912 года по 11 апреля 1917 года был сенатором Уголовного кассационного департамента Правительствующего Сената.
Умер Леонид Владимирович Позен в Петрограде в 1921 году; похоронен на Смоленском православном кладбище. Первоначальное надгробие было утрачено и много позднее (не ранее 1990-х годов) заменено другим.

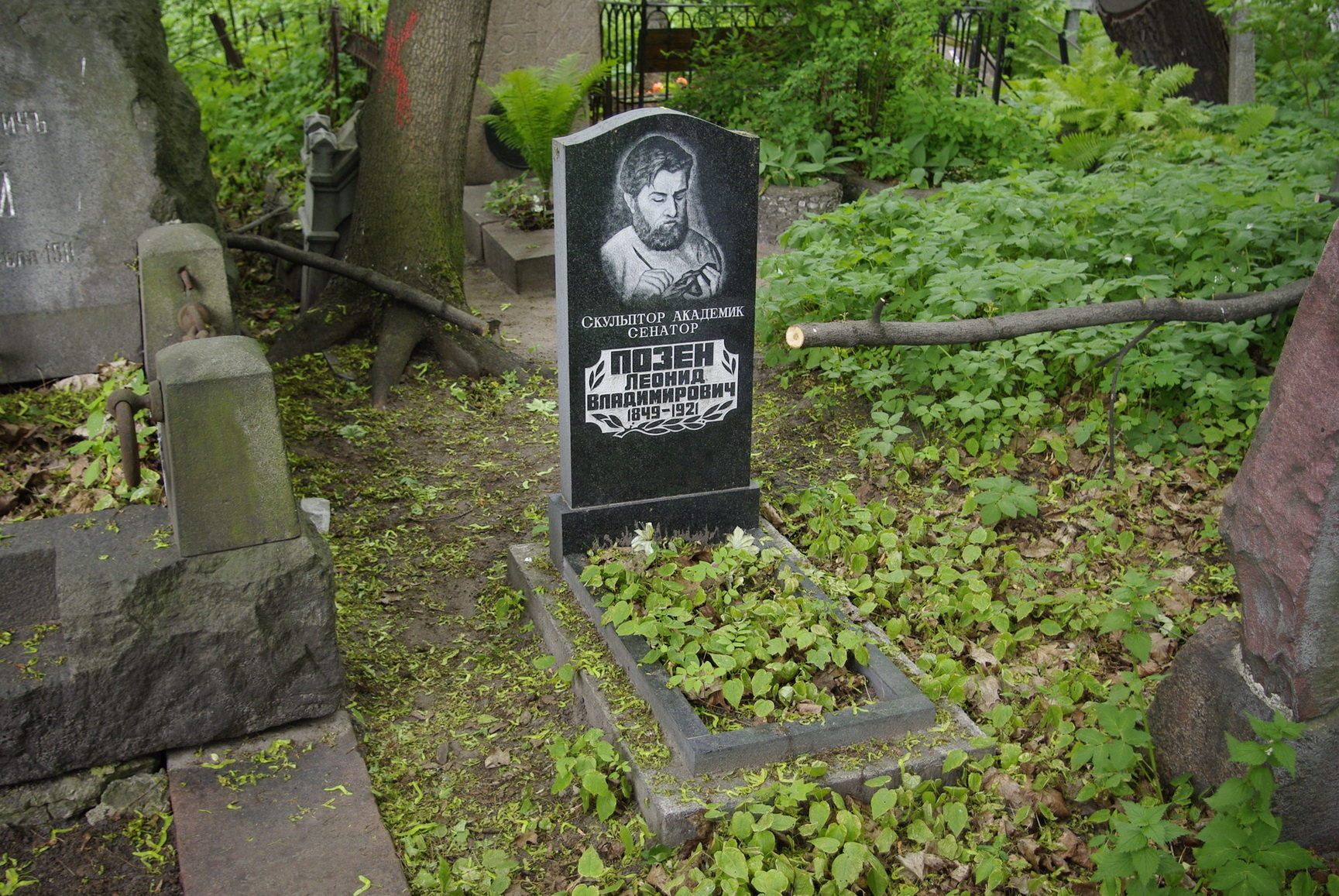
Современный памятник на могиле Л. В. Позена

## Семья
Жена Леонида Владимировича — Мария Фёдоровна, урождённая Дейтрих, была художницей. Своих детей у них не было. Они удочерили дочку умерших односельчан по фамилии Больба. Однако, накануне отъезда с Позенами в Санкт-Петербург, она утонула в местном озере.

## Творческая деятельность

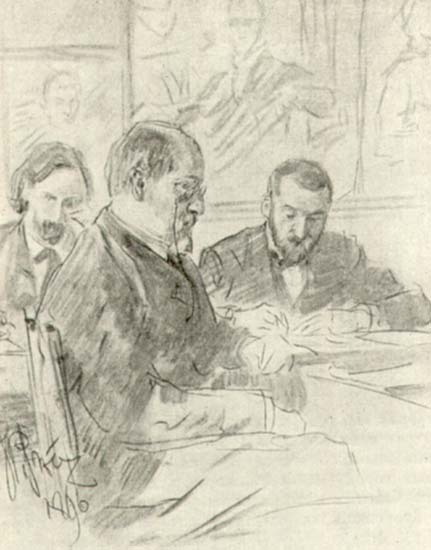
И. Репин. В. А. Беклемешев, М. П. Боткин и Л. В. Позен на заседании в академии художеств. 1896

Специального художественного образования Леонид Позен не имел. Его с детства привлекали глиняные игрушки, выполненные опошнянскими гончарами. Он пытался лепить их копии из ржаного хлеба. Увлекался также рисованием. Родители Леонида желали, чтобы он, по окончании гимназии, поступал в Императорскую Академию художеств. Однако юноша не относился серьёзно к своим художественным задаткам.
Свои художественные занятия Л. В. Позен возобновил по приезде в Полтаву в 1876 году. Сначала он копировал гипсовые фигуры разных деятелей, используя в качестве образцов для копирования произведения современных ему скульпторов: Н. И. Либериха, Е. А. Лансере, П.-Ж. Мэна. Затем стал лепить с натуры небольшие портреты друзей и близких, пробовал делать и сложные композиции. Так, например, в 1877 году он вылепил из воска скульптурную группу «Извозчик».
В 1882 году, по совету Г. Г. Мясоедова, Леонид Позен представил свою скульптурную группу «На волах» на 10-й выставке передвижников. Работа начинающего скульптора имела огромный успех. Несколько дней спустя после закрытия выставки собственник фабрики художественного литья К. Ф. Верфель купил скульптурную группу «На волах» для отлива её в бронзе. Впоследствии он многие годы систематически покупал произведения Л. В. Позена, отливал их и устраивал выставки не только в России, но и за рубежом: в Италии, Англии, Германии, Голландии, Америке. На очередной, 11-й, передвижной выставке успех Позену принесли ранее выполненные работы «Шинкарь», «Лирник», «Черкасский вол», «Жеребёнок», «Кобчик».

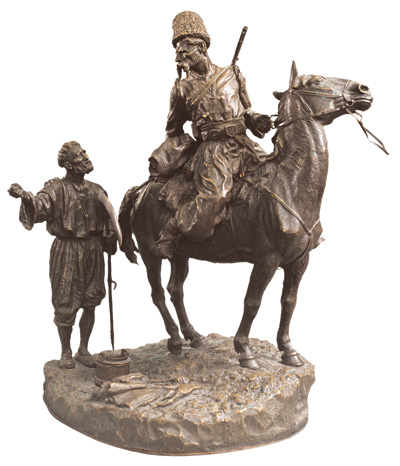
Скульптурная композиция «Запорожец в разведке» (1887)

Л. В. Позен был постоянным участником выставок Товарищества вплоть до 1918 года, принимая участие почти в каждой выставке и продемонстрировав свыше 50 работ. В 1891 году Л. Позен стал действительным членом ТПХВ. Он был первым из скульпторов, присоединившихся к Товариществу. Леонид Позен был в дружеских отношениях с художниками Василием Волковым, Иваном Зайцевым, Николаем Ярошенко.
В 1894 году в связи с болезнью Л. Позен уехал в Рим, где находился на лечении и попутно изучал музейные коллекции. В том же году он был избран действительным членом Академии художеств. В 1900 году назначен членом Совета ИАХ. В 1915 году Позен отказался от предложенного ему звания академика скульптуры «по соображениям принципиального характера».
Наибольшую известность Леонид Позен приобрёл своими кабинетными жанровыми композициями на темы из жизни и истории украинского народа: «Кобзарь» (1883), «Переселенцы» (1884), «Попрошайка» (1886), «Запорожец в разведке» (1887), «Скиф» (1889), «Пахота на Украине» (1897) и др.
Он создал также ряд портретных бюстов: Г. Г. Мясоедова (1890), Ф. И. Стравинского (1897), Н. А. Ярошенко (1898, 1899), И. П. Котляревского (для Полтавской школы, носящей имя писателя) и др.
В начале 1900-х годов Л. Позен создал памятник поэту Ивану Котляревскому (открыт в 1903 году). В 1914—1915 годах создал памятник Николаю Гоголю в Полтаве (открыт в 1934 году).
Произведения Леонида Позена хранятся во многих музейных собраниях, в том числе в Государственной Третьяковской галерее, Государственном Русском музее, Киевском музее русского искусства, Одесском художественном музее, Полтавском художественном музее и других.
Известный популяризатор искусства, писатель Пётр Гнедич считал Леонида Позена необыкновенно интересным и самобытным скульптором. Самым характерным образцом присущей Леониду Владимировичу сильной композиции Гнедич считал его «Скифа».
| Памятники, созданные Л. В. Позеном     | Памятники, созданные Л. В. Позеном |
| -------------------------------------- | ---------------------------------- |
|                                        |                                    |
| Памятник Ивану Котляревскому в Полтаве | Памятник Николаю Гоголю в Полтаве  |

## Память
- В Полтаве в честь Л. В. Позена в 1962 году назвали переулок.
- В 1999 году Почта Украины выпустила художественный маркированный конверт, посвящённый 150-летию со дня рождения скульптора.
- В Полтаве открыта мемориальная доска в 2014 году (автор — скульптор Евгений Васильевич Путря)